# Gerhard De Geer (1787–1846)
Gerhard De Geer af Finspång, född 4 mars 1787 på Finspångs slott, död 28 september 1846 i Karlskrona, var en svensk friherre och hovmarskalk. Han var far till Sveriges förste statsminister Louis De Geer.

## Biografi
De Geer blev kadett vid Karlberg 1796 och student vid Uppsala universitet år 1800. Han påbörjade därefter en militär karriär, och deltog 1808 i finska och norska krigen, med majors avsked 1815.
Efter sitt avskedstagande bodde han först på Finspång, där Louis föddes, och sedan på Stjärnholm i Nyköpings skärgård. Som lantbrukare tyckte han om att experimentera, men det blev dyrbart, och sällan fick han debet och kredit att gå ihop. Sonen tillskrev de ekonomiska bekymmer han såg fadern dras med att han själv alltid hyste "förskräckelse för skulder och dåliga affärer".
Han utnämndes till kammarherre 1818 och hovmarskalk 1820. De Geer blev invald som ledamot nummer 292 av  Kungliga Musikaliska Akademien den 27 maj 1841. Han var son till ledamot nummer 43 Jean-Jacques De Geer och grevinnan Fredrika Aurora Taube.

### Familj
De Geer gifte sig 24 juni 1814 i Linköpings domkyrka med friherrinnan Henrietta Charlotta Lagerstråle (1797–1843), dotter av vice amiralen Per Gustaf Lagerstråle och friherrinnan Beata Catharina Lovisa Cederström. De fick tillsammans barnen legationssekreteraren Carl Johan Gerard De Geer (1815–1856), majoren Gustaf De Geer (1816–1861), statsministern Louis De Geer (1818–1896), kaptenen Hjalmar Rudolf Gerard De Geer (1819–1876), kaptenen Jacques De Geer (1821–1902), Aurore Elisabet De Geer (1822–1904), Louise Adrienne De Geer (1823–1898) som var gift med grosshandlaren John Edvard Arfwedson i Stockholm, Emilie Charlotte De Geer (1824–1862), Henriette De Geer (1825–1907) som var gift med generalmajoren Otto Mauritz von Knorring, Julie De Geer (1827–1911) som var gift med kommendören John Ulrik Gustafsson Arméen, Ebba De Geer (1828–1885) som var gift med landshövdingen Hans Wachtmeister af Johannishus, majoren Vilhelm Gerard De Geer (1830–1910), Hedda Fredrika Augusta De Geer (1832–1837) och löjtnanten Robert Gerard De Geer (1834–1862).